# Elaine May
Elaine May, właśc. Elaine Iva Berlin (ur. 21 kwietnia 1932 w Filadelfii) – amerykańska reżyserka, scenarzystka, aktorka filmowa oraz teatralna; komik. Dwukrotnie nominowana do Oscara za scenariusz do filmów: Niebiosa mogą zaczekać (1978) oraz Barwy kampanii (1998). Laureatka Oscara za całokształt twórczości. Matka aktorki Jeannie Berlin.

## Kariera
Jest córką pary aktorów teatralnych pochodzenia żydowskiego, Jacka i Idy Berlinów. Jako mała dziewczynka podróżowała wraz z rodzicami, którzy występowali w objazdowym teatrze, po całych Stanach Zjednoczonych. Zadebiutowała na scenie tego teatru w wieku 3 lat odtwarzając postać chłopca o imieniu Benny. Po śmierci ojca w 1943 zamieszkała z matką na stałe w Los Angeles. Tam podjęła naukę w Hollywood High School, jednak szybko porzuciła szkołę. W 1950 przeniosła się do Chicago, gdzie w 1955 dołączyła do kabaretowej grupy teatralnej Compass Players. Po opuszczeniu tej ekipy rozpoczęła w 1957 występy w duecie z późniejszym reżyserem Mikiem Nicholsem. Razem w latach 1957-62 tworzyli niezwykle popularny duet komediowy o nazwie Nichols and May.
W 1967 zadebiutowała na dużym ekranie główną rolą kobiecą w komedii Nie ma to jak we dwoje, gdzie partnerowała Jackowi Lemmonowi i Peterowi Falkowi. W późniejszych latach zagrała także znaczące role w filmach komediowych: Suita kalifornijska (1978) w reżyserii Herberta Rossa oraz Drobne cwaniaczki (2000) Woody'ego Allena. Po latach przerwy, w 2016 ponownie pojawiła się na ekranie grając w 6-odcinkowym serialu autorstwa Woody'ego Allena Crisis in Six Scenes.
W 1971 debiutowała jako reżyser filmem Bogata, wolna, samotna. Sama napisała do niego scenariusz jak i zagrała główną rolę, za którą otrzymała nominację do Złotego Globu. Rok później zrealizowała kolejny film; również komedię romantyczną, pt. Kid złamane serce (1972). Film odniósł spory sukces, a grająca w nim córka reżyserki, Jeannie Berlin otrzymała nominację do Oscara i Złotego Globu dla najlepszej aktorki drugoplanowej. Nominację do Oscara za najlepszą rolę drugoplanową w tym filmie przyznano również aktorowi Eddiemu Albertowi. Kolejnym filmem jaki wyreżyserowała był dramat kryminalny Mikey i Nicky (1976) z Johnem Cassavetesem i Peterem Falkiem w rolach tytułowych. Po raz ostatni stanęła za kamerą w 1987 reżyserując komedię przygodową pt. Ishtar. Film pomimo gwiazdorskiej obsady (zagrali: Dustin Hoffman, Warren Beatty, Charles Grodin i Isabelle Adjani)  nie odniósł sukcesu i okazał się finansową klapą, a sama May otrzymała Złotą Malinę dla najgorszego reżysera.
Poza autorstwem scenariuszy do 3 z 4 wyreżyserowanych przez siebie filmów napisała również scenariusz do filmu Niebiosa mogą zaczekać (1978), za który otrzymała pierwszą nominację do Oscara. Drugą nominację przyznano jej za scenariusz do komediodramatu Barwy kampanii (1998) w reżyserii Mike'a Nicholsa. Jest także autorką scenariusza do innego filmu Nicholsa pt. Klatka dla ptaków (1996). Przyczyniła się również do powstania scenariusza (choć nie została wymieniona w napisach) słynnej komedii Tootsie, głównie do scen z udziałem Billa Murraya.
W czerwcu 2021 Amerykańska Akademia Filmowa ogłosiła przyznanie jej honorowego Oscara za całokształt twórczości.

## Życie prywatne
W wieku 16 lat poślubiła wynalazcę zabawek Marvina Maya. Z tego związku ma swoje jedyne dziecko, córkę Jeannie (ur. 1949). Małżeństwo zakończyło się rozwodem. Potem wychodziła za mąż jeszcze dwukrotnie. W 1982 została wdową.
Od 1999 pozostawała w nieformalnym związku ze zmarłym w 2019 reżyserem Stanleyem Donenem.
W 2013 otrzymała z rąk prezydenta Baracka Obamy Narodowy Medal Sztuki.

## Wybrana filmografia
Reżyseria:
- Bogata, wolna, samotna (1971)
- Kid złamane serce (1972)
- Mikey i Nicky (1976)
- Ishtar (1987)

Scenariusz:
- Bogata, wolna, samotna (1971)
- Mikey i Nicky (1976)

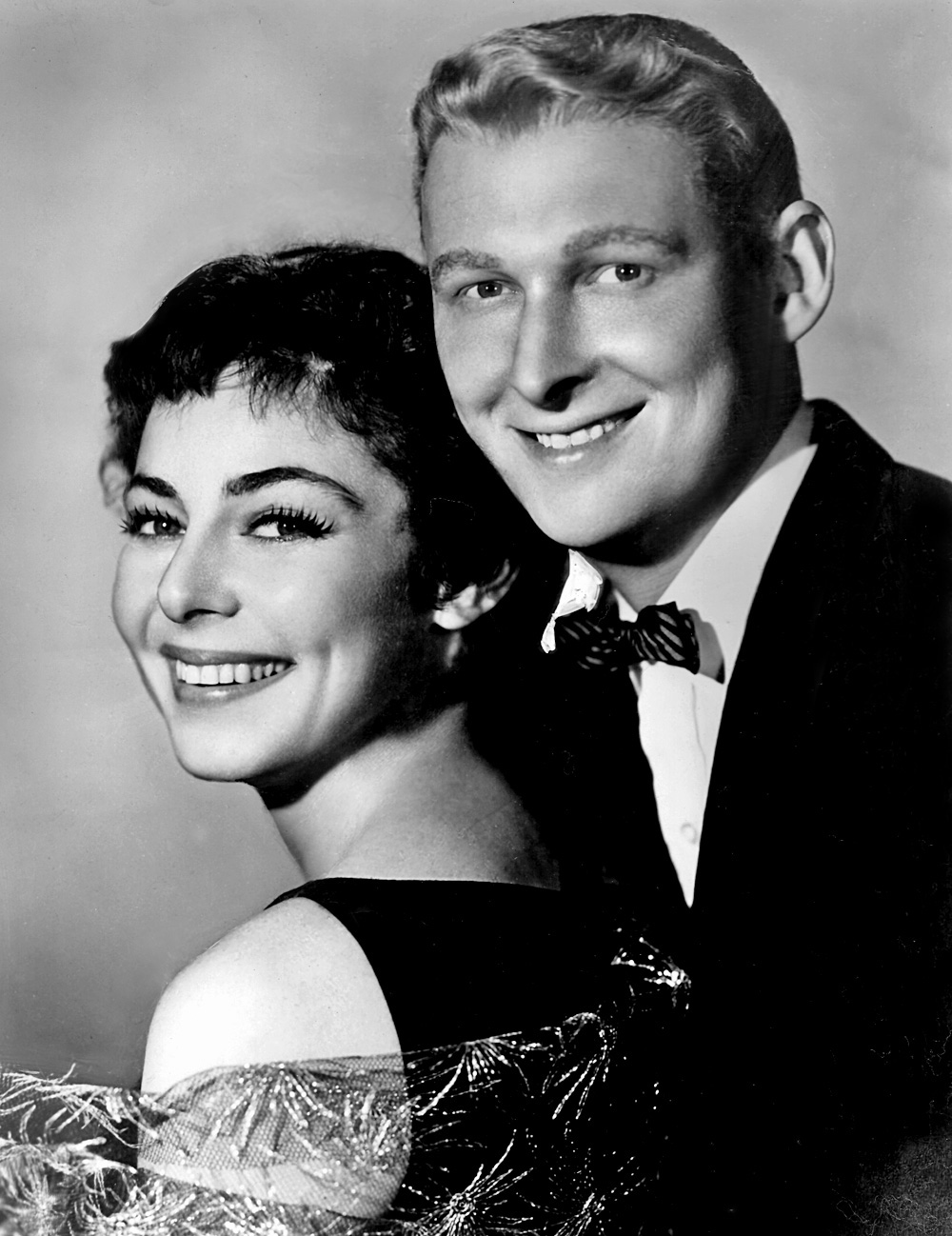
Ze scenicznym partnerem Mikiem Nicholsem (1958)

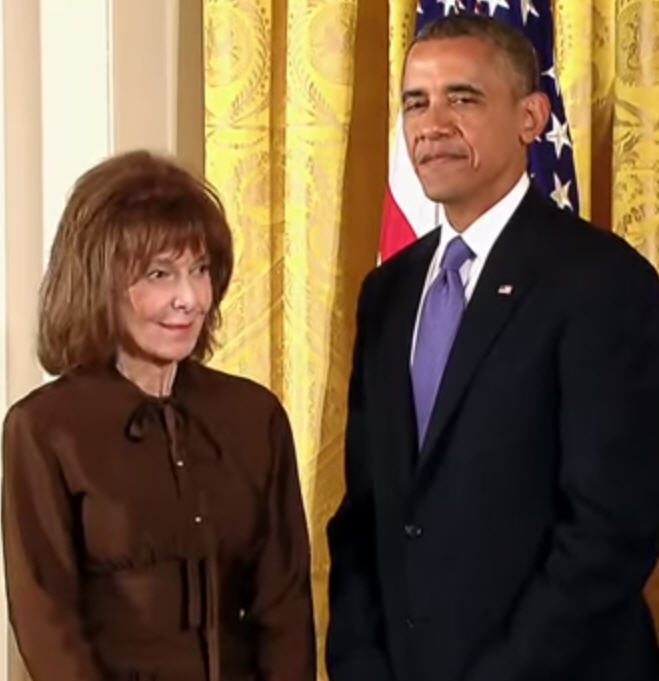
Z prezydentem Barackiem Obamą (2013)

- Niebiosa mogą zaczekać (1978; wspólnie z Warrenem Beattym)
- Ishtar (1987)
- Klatka dla ptaków (1996)
- Barwy kampanii (1998)

Aktorka:
- Absolwent (1967) jako dziewczyna z wiadomością dla Benjamina
- Nie ma to jak we dwoje (1967) jako Ellen Manville
- Bogata, wolna, samotna (1971) jako Henrietta Lowell
- Suita kalifornijska (1978) jako Millie Michaels
- Babskie sprawy (1990) jako Marianne Flan
- Drobne cwaniaczki (2000) jako May Sloane
- Crisis in Six Scenes (Kryzys w sześciu scenach) (2016; miniserial) jako Kay Munsinger